# Almohádok
Az Almohádok régies magyar elnevezésük mohádik (arabul al-muvahhidún, azaz „(Isten) egységét megerősítők”) egy berber eredetű  középkori muszlim uralkodódinasztia, amely fénykorában a Magreb térségét és az Ibériai-félszigetet ellenőrizte. 1147-ben buktatták meg az Almorávidákat és 1269-ben a Marínidák áldozatául estek.

## Ideológiai alapok

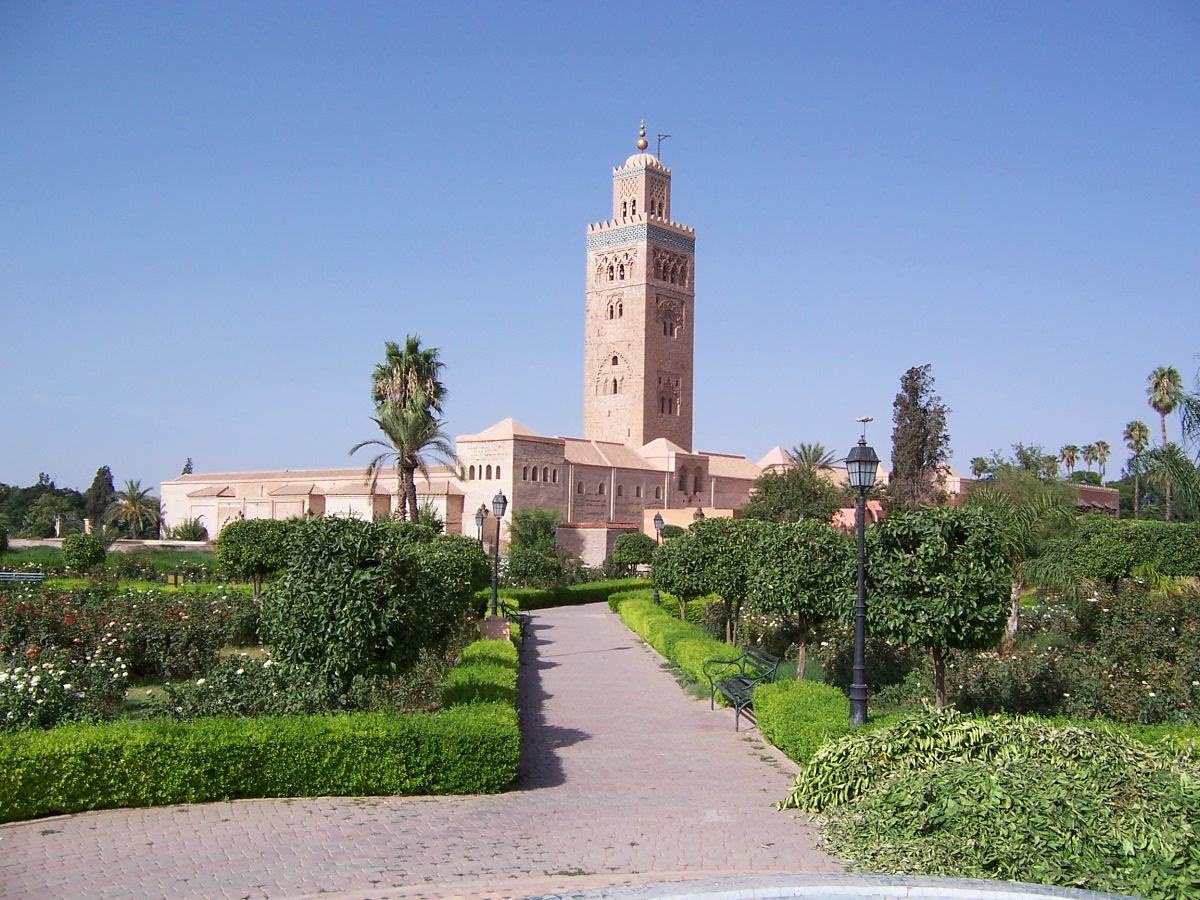
A marrákisi Kutujba-mecsetet még az almorávidák kezdték építeni, de az almohádok fejezték be

Az almohádok történetének kezdetei nagyon hasonlóak az almorávidákéhoz, akiknél Abdalláh ibn Jászin hozott létre szigorú vallásos közösséget egy félreeső szenegáli erődben, majd támogatói, a lamtúna berberek katonai erejével az északi „erkölcstelen, züllött” dinasztiák elleni harcban alapított birodalmat.
Ibn Jászin szerepét az almohádoknál Muhammad ibn Túmart látta el. Ő sok szempontból különbözött Ibn Jászintól, akinél jóval tanultabb és műveltebb volt. Fiatalon keleten tanult, és nagy hatással volt rá az asarita madzhab (jogi iskola) és a szúfizmus (iszlám misztika) eszmerendszere. Mindez élesen szembeállította a gyakorlatias, a tudományos és vallási alapokat elutasító málikita eszmékkel, amelyek támogatására az almorávidák hatalmukat alapozták. Hazatérve vándorprédikátornak állt, és városról városra járva ostorozta a véleménye szerint fényűzésben és luxusban tobzódó almorávidákat és a málikita jogtudósokat. Különösen ez utóbbiak antropomorf istenképe váltotta ki a haragját, mert az azt a képzetet keltette, mintha Isten részek összessége lenne – márpedig világnézetének sarokpontja a tavhíd, az isteni egység tana volt, ezért nevezték őt és híveit később muvahhidnak, azaz egységet megerősítőnek.
Ibn Túmart és hívei hamarosan összetűzésbe kerültek a hatalommal, és jobbnak látták visszavonulni az Atlasz-hegység egy kis falujába, Tinmalba, ahol egy kemény kézzel vezetett közösséget alakítottak ki. Ennek magva maszmuda berberek csoportja volt, ideológiailag pedig nem valamiféle külső tekintélyre, hanem a Mahdínak (Isten által helyesen vezetettnek) kinevezett Ibn Túmartra hagyatkoztak. Ez a Mahdí azonban nem a síiták által várva várt megváltó volt, hiszen a mozgalom velejéig szunnita alapokon nyugodott. A név itt pusztán arra utalt, hogy Ibn Túmartot a Korán és a hadíszok egyetlen jogosult magyarázójaként tisztelték.
A Mahdí tinmali közösségének terminológiája és szerkezete részben Mohamed próféta medinai korszakát utánozta, bár voltak eltérések is – így például Ibn Túmartot egy tízes és egy ötvenes tanács segítette, a muvahhid társadalomra pedig húszfokozatú hierarchia volt jellemző.

## A birodalom története

### A hódítások
1130 két szempontból is jelentős az almohádok történetében. Ekkor indult meg ugyanis az első – kudarccal végződő – támadásuk az almorávidák központja, Marrákes ellen, másrészt ugyanebben az évben hunyt el a Mahdí. Örököse a Tízek egyike, Abd al-Mumin (1130–1163) lett, aki gondosan felkészült a folytatásra. Először az Atlaszban bővítette mozgásterét, majd 1145-ben nyíltan síkra szállt a megrendült hatalmú almorávidák ellen. (1144-ben Andalúzia lázadt fel ellenük, és 1145-ben Tásufín ibn Ali elesett az Ibériai-félszigetért vívott harcban.)
Az almorávidák hatalma kártyavárként omlott össze: az almohádok 1146-ban Tlemcennél, 1147-ben pedig Oránnál győzedelmeskedtek. Az oráni csatamezőn esett el Ibráhím ibn Tásufín, az utolsó almorávida emír, Iszhák pedig Fez bevételekor veszett oda. Ezzel az Almorávida Birodalom megszűnt létezni, és nem csak afrikai területei kerültek almohád kézbe. A lázadó andalúziai kormányzók közül sokan támogatták az almohádokat, akik 1148-ra átkeltek a Gibraltári-szoroson, és ellenőrzésük alá vonták a területet. Továbbnyomulásuknak I. Sancho portugál király állta útját, amikor Santarémnél súlyos vereséget mért Abd al-Muminra.
Az almohádok terjeszkedése azonban még ezzel sem állt le. A berberek kelet felé törtek, és hamarosan szembetalálták magukat a Banú Hilál arab nomádjaival, akiket a Fátimidák nemrég büntetésül irányítottak át ide. 1152-ben a szitifi ütközetben súlyos vereséget mértek a beduinokra, és ezzel ölükbe hullott Ifríkija nagy része, ami odáig a Hammádidák birtoka volt. 1160-ban sikerült kiűzniük a Mahdijja városában berendezkedett normannokat is.
Abd al-Mumin 1163-as halálakor nemcsak hatalmas, de jól szervezett birodalmat hagyott utódaira. Ebben a maszmuda berberek játszottak főszerepet; az ötven fős tanács törzseik vezetőit tömörítette. Abd al-Mumin, aki magát kalifának nyilvánította – ha Ibn Túmart volt Mohamed próféta megszemélyesítője, úgy ő Abu Bakrként viselkedett – arra is gondot fordított, hogy családját kiemelje az elitből, noha a dinasztikus elv ellentmondott a berber szokásjognak.

### Fénykor

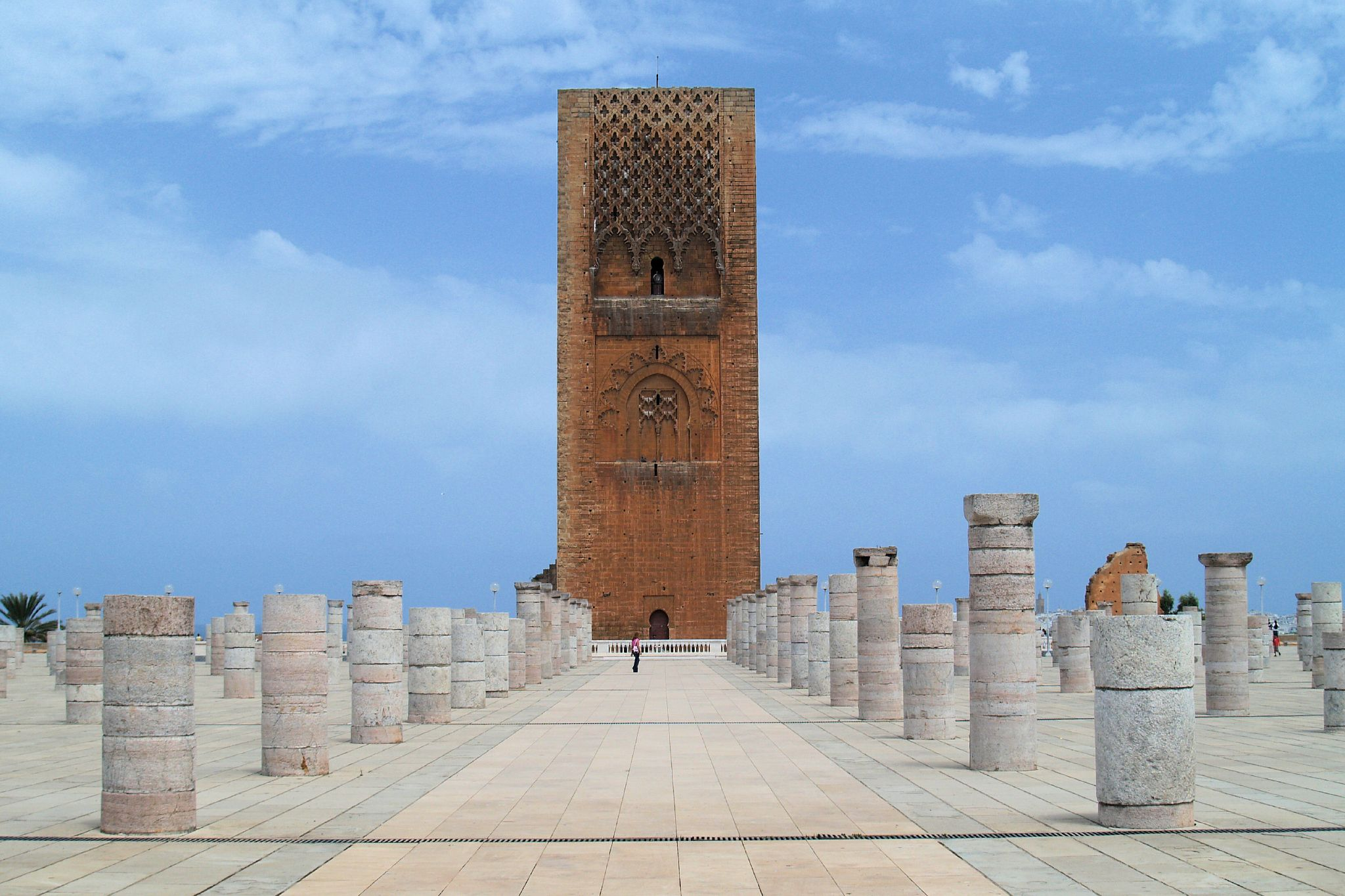
A rabati Haszan-torony eredetileg a világ legnagyobb minaretje lett volna 86 méteres magasságával, azonban az 1195-ben kezdett építkezés Jakúb al-Manszúr 1199-es halálával félbeszakadt. A torony azóta is csak 44 méter magas, a hozzá tartozó mecset sosem épült fel, az oszlopok a számára kijelölt helyet jelölik

Abd al-Mumint a fia, Abú Jakúb Júszuf (1163–1184) követte a trónon. Az ő figyelme az ibériai ügyek felé fordult: Rey Lobo, azaz Muhammad ibn Mardanís, a Murcia királyaként számos területet uraló lázadó 1172-ben összeesküvés áldozatául esett, így birtokai Almohád kézbe kerülhettek. Ugyanebben az időben a reconquista erősödő hullámai ellenében is válaszcsapások indultak, melyek kisebb sikereket hoztak, de Abú Jakúb 1184-ben elesett Santarém ostrománál. A pillanatnyi helyzetet kihasználva a Banú Gánija a Baleár-szigetek élén elszakadt az Almohádoktól, és 1206-os leveréséig önállóan uralkodott itt és Ifríkija partvidékén.
Abú Jakúbot a fia, Abú Júszuf Jakúb al-Manszúr (1184–1199) követte a trónon. Az ő kora az igazi Almohád virágkor: udvarában alkotott Abu Bakr ibn Tufajl, az író és polihisztor, illetve Averroës (Ibn Rusd), a jeles filozófus; nevéhez fűződik többek között az addig kis helyőrségként létező Rabat várossá fejlesztése, illetve a marrákisi Kutubijja-mecset befejezése és az Aranyalma-mecset felépítése, valamint az 1195-ös alarcosi győzelem a keresztény kasztíliaiak ellen.

### Hanyatlás és bukás
Jakúb al-Manszúr utóda, Muhammad an-Nászir (1199–1213) hiába verte le a baleári lázadókat 1206-ban, uralma jelentette az Almohád-dinasztia hanyatlásának kezdetét. 1212-ben az egyesült keresztény hadak hatalmas vereséget mértek a kalifa hadseregére Las Navas de Tolosa mellett, megrendítve az afrikai dinasztia befolyását a térség felett.
An-Nászir utódai idején a központi hatalom mind gyengébbé vált, köszönhetően a Banú Hilálhoz tartozó beduinok mind tömegesebb megjelenésének, illetve az uralkodói eliten belül dúló politikai harcnak. (1227-ben még III. Ferdinánd kasztíliai király is beavatkozott a dinasztia trónviszályaiba.)
Mindezt kihasználva Granada 1228-ban függetlenedett a Naszridák vezetése alatt, a reconquista pedig mind nagyobb vehemenciával tört előre, és 1236-ban Córdoba, 1248-ban pedig Sevilla esett áldozatául. A Baleárok és Ifríkija élére kinevezett Hafszidák 1229-ben függetlenedtek a központi hatalomtól, 1235-ben pedig Tlemcen veszett el a Zijanidák irányításával.
Az Almohád állam a 13. század közepére Marokkó déli részére szorult vissza. Végső bukásukat az 1215 óta az észak-marokkói Ríf hegyeit ellenőrző Marínidák okozták, akik 1269-ben bevették központjukat, Marrákist. Az Almohádok mozgalmuk kezdőpontjához, az Atlasz-hegységbe húzódtak vissza, de 1275-re végleg sikerült kipusztítani utolsó támogatóikat is.

## Államszervezet

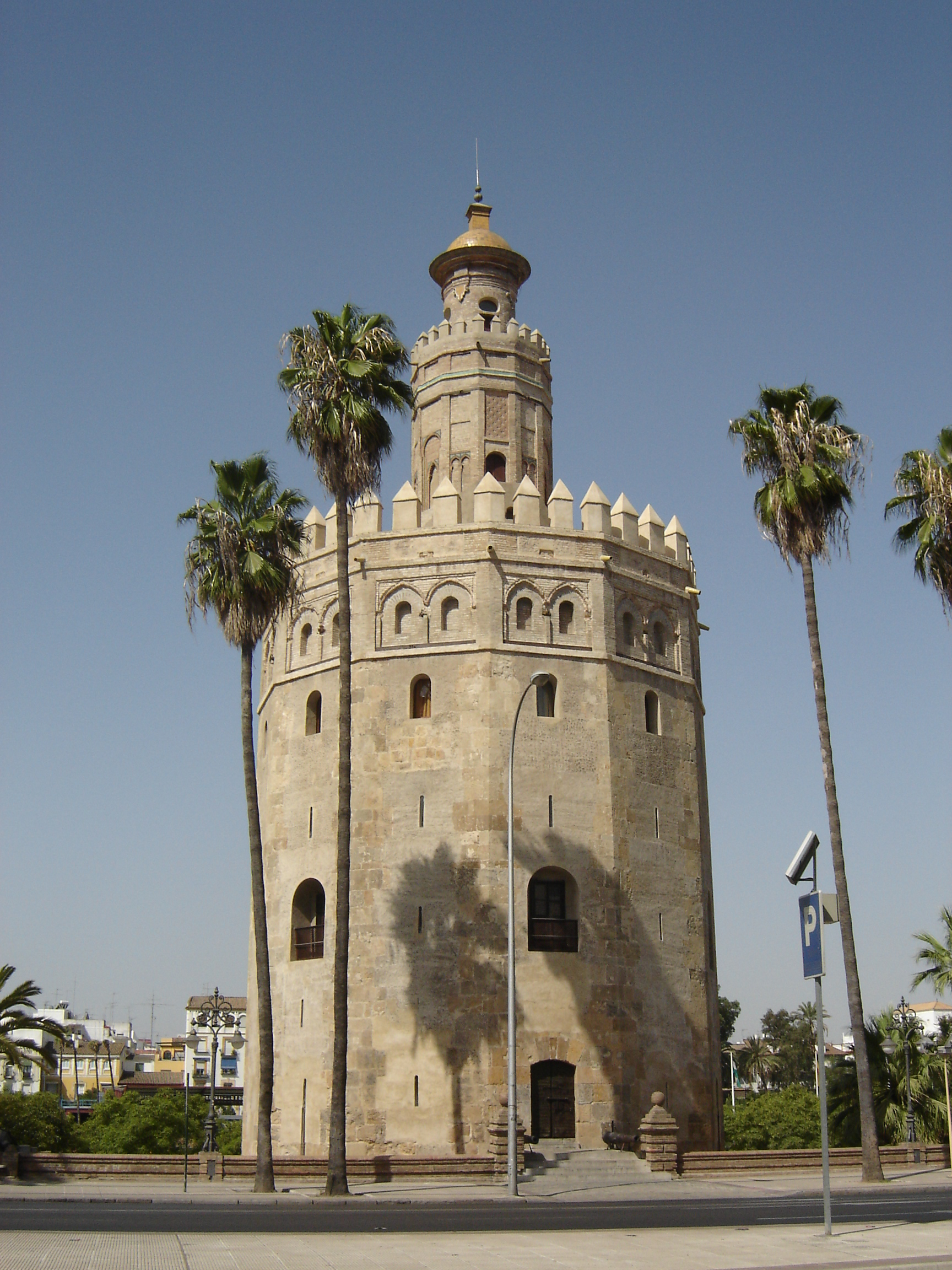
A sevillai Torre del Oro az Almohád uralom idején, a 13. század első harmadában épült, mint a város védelmi rendszerének része

Minden kezdeti ideológiai alapállásuk ellenére az Almohádok alatt nem szűnt meg a málikita jogtudósok ténykedése, hiszen nagy szükség mutatkozott irántuk a mindennapok ügyintézése során. Komolyabb ellenlépésekre csak Jakúb al-Manszúr idején került sor, amikor is a kalifa parancsba adta a málikita jogelméleti munkák megsemmisítését, illetve új, számára megfelelő Korán- és hadíszértelmezések kiadását. Törekvését utódai feladták, és a nyomás alatt csak megerősödött a málikiták csoportja.
Mindazonáltal Ibn Túmart szellemiségét igyekeztek kezdettől fogva érvényre juttatni, így a maszmuda berbereken és néhány, adószedéssel megbízott nomád törzsön kívül minden alattvalójukat megadóztatták, és csak ez utóbbiak vezetőit, illetve családtagjait juttatták hivatali pozíciókhoz szigorú ideológiai és fizikai nevelést követően. A Mahdí tanainak őrzőinek, háfizoknak (tbsz. huffáz) nevezték őket. Az igazgatás alapjául Abd al-Mumin 1159-es összbirodalmi összeírása szolgált.
A hadsereg zömét a még mindig Tinmalban kiképzett maszmuda berberek adták, ezen belül Abd al-Mumin törzse, a Kumja adta a kalifák testőrségét és a lovasalakulatokat. A későbbiekben a sereg összetétele lazult, más berberekkel, beduinokkal és a 13. századra idegen zsoldosokkal töltődött fel.

## Kultúra, gazdaság
Az Almorávidák idején megindult tendenciák az Almohádok uralkodása idején is folytatódtak. A Magreb térsége mind jobban elarabosodott, elvesztve berber jellegét. Andalúziai központjaik és afrikai városaik, mint Rabat, Fez, Marrákis, rendkívüli dinamizmussal fejlődtek, gazdaságuk virágzott. Az Almohádok alattvalói az Ibériai-félsziget mellett Itália államaival és Dél-Franciaországgal is élénk kereskedelmi kapcsolatokat ápoltak. Mindemellett a Banú Hilál inváziója kapcsán negatív előjelű folyamatok is megindultak, ugyanis a nomádok területén visszaszorult a mezőgazdasági művelés, és a sivatag mind jobban kiterjedt a tengerpart felé.
A kultúrapártoló Almohádok számos építkezést hajtottak végre, és támogatták a filozófia kibontakozását is. Legfontosabb hagyatékuknak mégis talán a szúfizmus eszméinek elterjesztése tekinthető, illetve a Mahdí-eszme, melyeken lecsapódásaként sajátos magrebi szentkultusz alakult ki a későbbiekben.

## Uralkodók
| Uralkodó             | Születési idő | Halálozási idő     | Élethossz | Uralkodási idő       | Uralkodási évek | Neve arabul                                                                                   | Megjegyzés                   |
| -------------------- | ------------- | ------------------ | --------- | -------------------- | --------------- | --------------------------------------------------------------------------------------------- | ---------------------------- |
| Abd-al Mumin         | 1094          | 1163. május 26.    | 69 év     | szultán: 1147 – 1163 | 16 év           | عبد المؤمن بن علي الكومي                                                                      |                              |
| I. Abu Jakub Juszuf  | 1139          | 1184. július 29.   | 45 év     | szultán: 1163 – 1184 | 21 év           | أبو يعقوب يوسف بن عبد المؤمن                                                                  | Abd al-Mumin fia.            |
| Jakub al-Manszur     | 1160          | 1199. január 23.   | 39 év     | szultán: 1184 – 1199 | 15 év           | أبو يوسف المنصور يعقوب بن يوسف                                                                | I. Abu Jakub Juszuf fia.     |
| Muhammad al-Naszir   | ?             | 1213. december 25. | ? év      | szultán: 1199 – 1213 | 14 év           | الناصر لدين الله محمد بن المنصور                                                              | Jakub al-Manszur fia.        |
| II. Abu Jakub Juszuf | 1203          | 1224. január 6.    | 21 év     | szultán: 1213 – 1224 | 11 év           | المستنصر بالله يوسف بن الناصر                                                                 | Muhammad al-Naszir fia.      |
| I. Abdul-Wahid       | ?             | 1224 szeptembere   | ? év      | szultán: 1224        | 1 év            | أبو محمد المخلوع عبد الواحد بن يوسف                                                           | I. Abu Jakub Juszuf fia.     |
| Abdallah al-Adil     | ?             | 1227. október 4.   | ? év      | szultán: 1224 – 1227 | 3 év            | أبو محمد العادل بن يوسف                                                                       | Jakub al-Manszur fia.        |
| Jahia al-Mutaszim    | ?             | 1236               | ? év      | szultán: 1227 – 1229 | 2 év            | أبو زكرياء المعتصم يحي بن الناصر                                                              | Muhammad al-Naszir fia.      |
| I. Idrisz            | ?             | 1232. október 16.  | ? év      | szultán: 1227 – 1232 | 5 év            | أبو العلا المأمون إدريس بن المنصور                                                            | Abdallah al-Adil fivére.     |
| II. Abd al-Wahid     | ?             | 1242. december 4.  | ? év      | szultán: 1232 – 1242 | 10 év           | أبو محمد الرشيد عبد الواحد بن المأمون                                                         | I. Idrisz fia.               |
| Abu al-Haszan        | ?             | 1248               | ? év      | szultán: 1242 – 1248 | 6 év            | أبو الحسن المعتضد بالله السعيد بن المأمون                                                     | II. Abd al-Wahid fivére.     |
| Omár                 | ?             | 1266               | ? év      | szultán: 1248 – 1266 | 18 év           | أبو حفص المرتضى عمر بن أبي إبراهيم اسحاق بن يوسف بن عبد المؤمن                                | I. Abu Jakub Juszuf unokája. |
| II. Idrisz           | ?             | 1275               | ? év      | szultán: 1266 – 1269 | 3 év            | أبو العلا أبو الدبوس الواثق بالله إدريس بن محمد بن أبي عبد الله محمد بن أبي حفص بن عبد المؤمن | Abd al-Mumin dédunokája.     |